# Mayumi Azuma
Mayumi Azuma (japanisch 東 まゆみ Azuma Mayumi; * 24. April 1975 in Tokio) ist eine japanische Mangaka. Sie schuf vor allem Action- und Fantasy-Stoffe für ein junges männliches Publikum (Shōnen).

## Werdegang und Werk
Azumas erste Mangaserie war ab 1997 Vampire Savior - Tamashii no Mayoigo, die auf dem Computerspiel DarkStalkers basiert. Sie erzählt von einer Welt, in der Menschen die Darkstalker genannten Monster fürchten. Doch eine von ihnen geht auf die Erde und freundet sich mit einem Menschen an. 1998 startete außerdem Star Ocean: The Second Story, was ebenfalls auf einem gleichnamigen Videospiel basiert, für das Azuma am Charakterdesign arbeitete. Es spielt in einer fernen Zukunft im Weltraum, durch das ein junger Soldat und ein Mädchen reisen und eine unbekannte Energie erforschen. Es folgte ab 2002 dann der Manga Erementar Gerad, der ab 2005 bei Carlsen auch als erster ihrer Werke auf Deutsch erschien. Die Geschichte dreht sich um Luftpiraten und ein umkämpftes Mädchen in einer Fantasy-Welt. Ab 2004 erschien zu der bis 2010 laufenden Serie noch ein Ableger, 2005 kam eine Verfilmung als Anime-Fernsehserie heraus. Darüber hinaus wurde der Manga in viele weitere Sprachen übersetzt und war in Japan mit teils über 40.000 verkauften Exemplaren pro Band ein Verkaufserfolg. Von 2010 bis 2013 erschien dann ihre Action-Komödie Toraneko Folklore um eine Gruppe Oberschüler, deren Alltag von übernatürlichen Geschehnissen gestört wird. 2015 startete dann Amadeus Code. Die Serie wurde jedoch noch im gleichen Jahr abgebrochen, da Azuma ihre Arbeit wegen eines Glaukoms nicht weiterführen konnte.

## Bibliografie (Auswahl)
- Vampire Savior - Tamashii no Mayoigo (ヴァンパイア セイヴァー －魂の迷い子－, 1997–2001, 5 Bände)
- Star Ocean: The Second Story (スターオーシャン セカンドストーリー, 1998–2001, 7 Bände)
- Get! (1999, 1 Band)
- Night Walker! (2000, 1 Band)
- Erementar Gerad (エレメンタルジェレイド, 2002–2010, 18 Bände)
- Erementar Gerad – Flag of Blue Sky (エレメンタルジェレイド　ＥＲＥＭＥＮＴＡＲ　ＧＥＲＡＤ　蒼空の戦旗 Erementar Gerad Aozora no Senki, 2004–2013, 8 Bände)
- Toraneko Folklore (とらねこフォークロア, 2010–2013, 10 Bände)
- Uchū Senkan Yamato 2199 – Higan no Ace (宇宙戦艦ヤマト2199 緋眼のエース, 2013, 1 Band)
- Amadeus Code (アマデウスコード, 2015, 3 Bände, mit Tatsurō Nakanishi)